# Aeroporto Alexandria
Aeroporto El Nouzha -  Aeroporto Internacional de Alexandria (مطار الإسكندرية الدولي, em árabe) (IATA: ALY, ICAO: HEAX) é um aeroporto localizado em Alexandria, Egito.

## Linhas aéreas e destinos
- Air Arabia (Sharjah)
- Jazeera Airways (Kuwait)
- Bahrain Air (Bahrain)
- EgyptAir (Cairo, Sharm El Sheikh, Medina, Jeddah, Riyadh, Dammam, Dubai, Kuwait)
- EgyptAir Express (Hurghada, Luxor, Sharm El Sheikh)
- Jordan Aviation (Aqaba, Amã)
- Kuwait Airways (Kuwait)
- Libyan Airlines (Benghazi, Trípoli)
- Olympic Airlines (Atenas)
- Qatar Airways (Doha)
- Royal Jordanian (Amã)
- Saudi Arabian Airlines (Jeddah, Riyadh, Medina)